# Jewish Agency for Israel

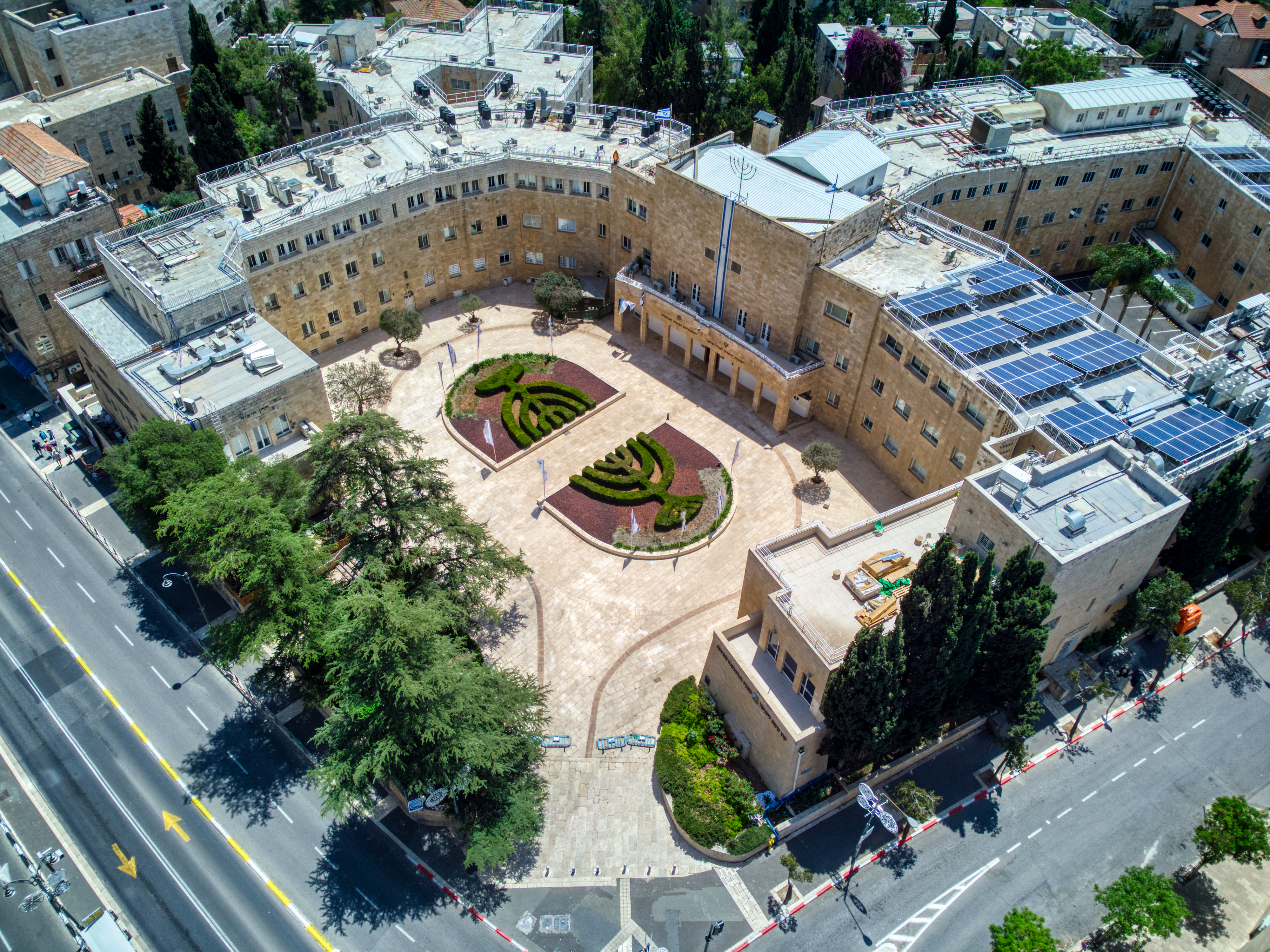
Jewish Agencys huvudkontor i Jerusalem

Jewish Agency for Israel (hebreiska: הסוכנות היהודית לארץ ישראל, HaSochnut HaYehudit L'Eretz Yisra'el) är världens största judiska icke-vinstdrivande organisation. Dess uppdrag är att inspirera judar i världen att få kontakt med sitt folk, arv och land, och att stärka dem att bygga en judisk framtid som frodas och ett starkt Israel.
Jewish Agency grundades 1908 som Palestine Office of the Zionist Organization, Deb ändrade senare namn till Zionist Commission och ännu senare till Palestine Zionist Executive. År 1929 fick den namnet Jewish agency for Israel efter att ha erkänts som part av Nationernas Förbund för Palestinamandatet.
Den är mest känd som den främsta organisationen ansvarig för immigrationen ("Aliyah") och absorberingen av judar och deras familjer till Israel från den judiska diasporan. Sedan 1948 har den ansvarat för att förmå 3 miljoner immigranter till Israel och erbjuda dem tillfälliga boenden i landet.
Organisationen spelade en central roll i grundandet och byggandet av staten Israel. David Ben Gurion var ordförande för dess exekutiva kommitté från 1935 och det var i den rollen som han utropade oberoende för Israel. Han blev Israels första premiärminister.
Den fungerar som den främsta länken mellan Israel och Judiska gemenskaper i världen.
Idag har, och/eller finansierar, organisationen program i hela världen.
Den är en statlig organisation som finansieras av Jewish Federations of North America, Keren Hayesod, judiska gemenskaper och federationer, och stiftelser och givare.
2008 vann organisationen Israel Prize för dess historiska bidrag till Israel och judiska gemenskaper över världen.

## Ordförande
- Frederick Kisch – 1923–1931
- Haim Arlosoroff – 1931–1933
- Arthur Ruppin – 1933–1935
- David Ben-Gurion – 1935–1948
- Berl Locker – 1948–1956
- Zalman Shazar – 1956–1961
- Moshe Sharett – 1961–1965
- Louis Arie Pincus – 1965–1974
- Pinhas Sapir – 1974–1975
- Yosef Almogi 1976–1978
- Arieh Dulzin – 1978–1987
- Simha Dinitz – 1987–1994
- Avraham Burg – 1995–1999
- Sallai Meridor – 1999–2005
- Ze'ev Bielski – 2005–2009
- Natan Sharansky – 2009–2018
- Isaac Herzog – 2018–2021

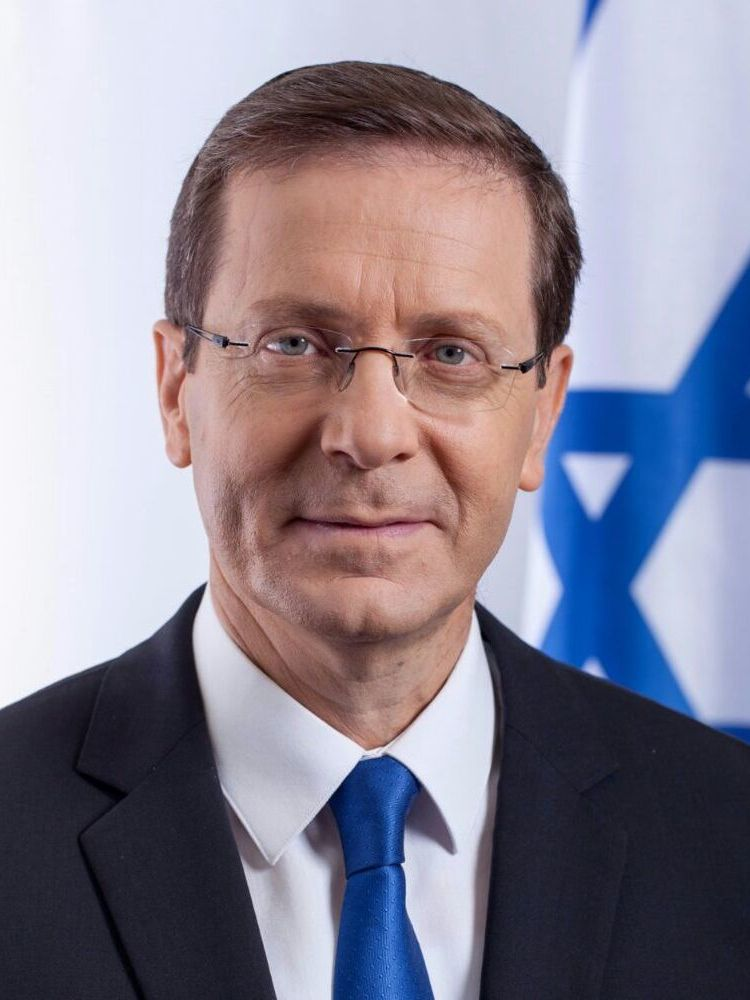
Isaac Herzog, ordförande 2018–2021

- Yaakov Hagoel (tjänsteförrättande) – 2021–2022
- Doron Almog – 2022–